# Jamie Clarke
Jamie Clarke (Llanelli, 5 de octubre de 1994) es un jugador de snooker galés.

## Biografía
Nació en la localidad galesa de Llanelli en 1994. Es jugador profesional de snooker desde 2018. No se ha proclamado campeón de ningún torneo de ranking, y su mayor logro hasta la fecha fue alcanzar las semifinales del Snooker Shoot Out de 2019, en las que cayó derrotado ante Thepchaiya Un-Nooh, que luego se proclamaría campeón. Tampoco ha logrado hilar ninguna tacada máxima, y la más alta de su carrera está en 136.